# Libellula herculea
Libellula herculea is een libellensoort uit de familie van de korenbouten (Libellulidae), onderorde echte libellen (Anisoptera).
De wetenschappelijke naam Libellula herculea is voor het eerst geldig gepubliceerd in 1889 door Karsch.